# パビリオン山椒魚
『パビリオン山椒魚』（パビリオンさんしょううお）は、2006年の日本映画。

## あらすじ
レントゲン技師・飛島芳一（オダギリジョー）はサラマンドル・キンジロー財団が所有する動物国宝のオオサンショウウオ、キンジローの真偽の鑑定を第二農響会長の香川守弘（光石研）から依頼される。財団では、二宮アキノ（麻生祐未）が香川と結婚することと、パパの四郎（高田純次）の借金を返すために香川による財団買取の申し出で揺れていた。四郎は、娘で女子高生のあづき（香椎由宇）を呼び出し、「悪い奴らがキンジローを狙っているので財団から連れ出してくれ」と頼む。そして二宮家に潜入していた芳一はキンジローを抱いたあづきと出会う。そんな中、あづきの携帯電話にアキノから電話がかかる。しかし「ママに会わせてあげる。静岡県笛午村……」と会話の途中で切れてしまう。そんな中、芳一とあづきは恋に落ちる。静岡県まで来た芳一とあづきだが「アキノが死んだ」と伝え聞き、あづきは帰ることに。芳一はそのまま笛午村に残る。その後、あづきは携帯電話にアキノから留守番電話が入っていたことに気付く。「……どうしてあなたがここにいるの」と言ったところで、メッセージが終っていた。果たしてアキノを殺したのは？　キンジローは本物か？　芳一とあづきの恋の行方は？

## キャスト
- 飛島芳一（レントゲン技師）：オダギリジョー
- 二宮あづき（二宮家の四女、高校生）：香椎由宇
- 二宮四郎（二宮家の元当主）：高田純次
- 二宮アキノ（二宮家の長女、元女優）：麻生祐未
- 香川守弘（第二農響会長）：光石研
- 二宮みはり（二宮家の次女、財団理事長）：KIKI
- 二宮日々子（二宮家の三女、財団副理事長）：キタキマユ
- 楠田契太郎（みはりの夫、財団理事）：斉藤陽一郎
- 亀田一志（財団参事）：杉山彦々
- ひばり（ヒットマン）：津田寛治

この作品での共演がきっかけとなり、オダギリジョーと香椎由宇が交際・結婚した。

## スタッフ
- 監督・脚本：冨永昌敬
- 製作者：松下晴彦、御領博
- プロデューサー：西ヶ谷寿一、スージュン
- エグゼグティブプロデューサー：甲斐真樹
- 協力プロデューサー：齋見泰正
- 撮影：月永雄太
- 美術：仲前智治
- 編集：大重裕二
- 音楽：菊地成孔
- 照明：大庭郭基
- 録音：山本タカアキ
- 制作担当：平原大志